# Josef Breuer
Pour les articles homonymes, voir Breuer (homonymie) et Joseph Breuer.
Josef Breuer, né à Vienne le 15 janvier 1842 et mort à Vienne le 25 juin 1925, est un médecin et physiologiste autrichien. Il s'intéressa à l'hystérie et est surtout connu pour avoir pris en charge la patiente Bertha Pappenheim (cas étudié sous le pseudonyme d'Anna O.), épisode clinique qui influença considérablement Sigmund Freud.

## Biographie
Josef est le fils aîné de Leopold Breuer et de Bertha Semler qui mourut peu après avoir donné naissance à son deuxième enfant, Adolph, en 1844. Les enfants furent élevés par leur grand-mère maternelle. Instruit par son père, il ne fréquenta pas l'école primaire. En 1850, il intègre l'un des plus prestigieux établissements de Vienne, l'Akademisches Gymnasium. Excellent élève, il passe son examen final avec les honneurs le 22 juillet 1858. Très jeune, Breuer avait décidé qu'il serait médecin. Son père ayant insisté pour qu'il fasse une année d'études généralistes, Josef ne commence ses études médicales qu'en 1859/60. Il aura notamment pour professeurs 
Rokitansky, Škoda, Ernst von Brücke, Johann Oppolzer et Hebra. Il devient médecin le 1er juillet 1864 (et obtient un doctorat de chirurgie en 1877). Le 26 janvier 1867 il devient l'assistant d'Oppolzer. Après la mort de ce dernier, il quitte l'hôpital en 1871 et s'établit comme médecin généraliste. Parallèlement à sa pratique de ville, il mène des travaux de recherche au sein de l'Institut de physiologie dirigé par Ernst von Brücke ; c'est là qu'il fera la connaissance de Sigmund Freud vers la fin des années 1870.
Breuer avait une inclination philosophique profonde. Au début de ses études, il avait suivi les conférences philosophiques de Georg Schenach. Il avait un intérêt particulier pour l'épistémologie.
En 1868, il se marie avec Mathilde Altmann et ils ont cinq enfants.
En  1873-1874, il publie un article où il lie l’organe de l'ouïe avec le sens de l'équilibre.
De 1875-1876 à 1885, il fait des conférences sur différents sujets de médecine interne.
Il meurt  le 25 juin 1925 à Vienne et est incinéré.

## Le traitement d'Anna O.
En 1880, Josef Breuer prend en charge Anna O., patiente atteinte – entre autres – d'hallucinations, de paralysies et de troubles de la vision. Breuer déclare être parvenu à soigner sa patiente par la narration – sous hypnose – d'événements traumatiques survenus dans son passé. Ce cas fut à l'origine de ce que l'on appellera la talking cure puis la méthode cathartique.
En novembre 1882, Breuer, qui connaissait Sigmund Freud depuis 1878-1880, lui conta cette prise en charge, ce qui l'inspira énormément. En 1893, ils publient "Über den psychischen Mechanismus hysterischer Phänomene" (Neurologisches Centralblatt, E. Mendal, 1893). En 1895, après des difficultés d'entente et un certain nombre de compromis, Breuer et Freud publient ensemble leurs Études sur l'hystérie, ouvrage dans lequel Breuer participera avec l'exposé du cas d'Anna O., pseudonyme de Bertha Papenheim, et des considérations théoriques sur la méthode de la talking cure. Dans ce livre Sigmund Freud présente quatre autres études de cas.
Moins d'un mois après sa prétendue guérison, Anna O. fut placée dans une clinique privée dans laquelle elle continua à manifester des symptômes qui étaient déjà présents, mais pour lesquels elle n'a pas été soignée.
Le caractère artificiel de cette guérison a été longuement discuté, notamment par Skues.
La légende d'une absence de guérison commence à se construire à partir de 1909, avec Max Eitingon, disciple de Freud, encouragée par Freud lui-même. L'histoire de cette légende, que Skues raconte en détail, montre que Jones a commencé à transformer l'histoire d'Anna O. et Breuer en légende à la gloire de Freud et de la psychanalyse.
Bertha Pappenheim, « Anna O », a elle-même trouvé ces séances d'hypnose inefficaces pour soigner ses maux et les qualifie de « ramonage de cheminée » (chimney sweeping). Elle invente le terme talking cure.
D'après Le Livre noir de la psychanalyse, cette cure n'aurait abouti à aucun soulagement d'Anna O. Depuis le récit de Freud et Breuer, celui d'Ernest Jones, puis ceux de Albrecht Hirschmüller et d'Henri F. Ellenberger ont donné lieu à des polémiques.
Ainsi, Henri Ellenberger a montré qu'après sa « guérison » Anna O. a passé plusieurs mois au sanatorium Bellevue de Kreuzlingen en Suisse. Elle y a été traitée pour des symptômes d'hystérie ainsi qu'une dépendance à la morphine due aux fortes doses administrées par Breuer.
Par la suite, l'historien Albrecht Hirschmüller a établi que les séjours au sanatorium durèrent de 1883 à 1887 ; que le premier internement a été préparé quelques jours à peine après la « guérison » ; que cet internement a été préparé par Breuer lui-même avec un diagnostic de « légère folie hystérique » ; et qu'elle n'a commencé véritablement à se rétablir que vers la fin des années 1890.
Freud a été au courant de l'inefficacité de la thérapie, et en a parlé dans sa correspondance avec Breuer.
Certains auteurs comme l'historien Mikkel Borch-Jacobsen ont qualifié ce cas de mystification. L'échec lui fait dire que le cas « Anna O » est le « premier mensonge freudien ». Il consacre un ouvrage au cas d'Anna O. (Bertha Pappenheim) en 1996 sous-titré Une mystification centenaire, dans lequel, selon Claude Meyer, il « met un terme à l'un des mythes fondateurs de la psychanalyse ». C'est également l'avis d'Elizabeth Loentz, qui a, elle aussi, consacré un livre à la figure de Bertha Pappenheim, et de Paul Roazen qui considère cet ouvrage comme une étape majeure du travail universitaire et historiographique autour de la psychanalyse, et une pierre dans le jardin des « défenseurs de l'orthodoxie ».

## Réflexe de Hering-Breuer
Breuer découvrit le rôle du nerf vague dans la respiration.

## Principales publications de Breuer
- Breuer, Die Selbststeuerung der Athmung durch den Nervus vagus. Mit drei gefalteten Tafeln. Wien: Hirschmüller 1868 (= Sitzungsberichte der kaiserlichen Akademie der Wissenschaften, Wien. Mathematisch–naturwissenschaftliche Classe. 58. Band. 2. Abtheilung.), S. 909–937 & 3 Tafeln.
- Breuer, Freud, Études sur l'hystérie (Studien über Hysterie), Leipzig–Wien: Deuticke 1895, 269 S.
- Breuer, Studien über den Vestibularapparat. Wien: Gerold 1903 (= Sitzungsberichte der kaiserlichen Akademie der Wissenschaften, Wien. Mathematisch–naturwissenschaftliche Classe, 112. Band. 3. Abtheilung. 8–9.), S. 315–394.
- Breuer, Über den Galvanotropismus (Galvanotaxis) bei Fischen. Wien: Gerold 1905, 30 S. Separatabdruck aus: Aus den Sitzungsberichten der kaiserlichen Akademie der Wissenschaften in Wien. Mathematisch-naturwissenschaftliche Klasse. 114. Band. 3. Abteilung. 1905.
- Breuer, Über das Gehörorgan der Vögel. Wien: Gerold 1907 (= Sitzungsberichte der kaiserlichen Akademie der Wissenschaften in Wien. Mathematisch–naturwissenschaftliche Klasse. 116. Band. 3. Abteilung.), S. 249–192.
- Autobiographie [10]

## Dans les arts
Le roman d'Irvin Yalom, Et Nietzsche a pleuré⁣⁣, raconte une rencontre fictive, imaginée par l'auteur, entre Breuer et Nietzsche sous l'impulsion de Lou Salomé. Un film indépendant américain, tourné en Bulgarie et sorti en 2007, adapte ce roman.